# Počarová
Počarová (hongrois : Pocsaró) est un village de Slovaquie situé dans la région de Trenčín.

## Histoire
La première mention écrite du village date de 1466.

## Démographie

### Évolution de la population
| Année:               | 1994. | 2004.   | 2014.   | 2024.    |
| -------------------- | ----- | ------- | ------- | -------- |
| Nombre de personnes: | 137   | 145     | 140     | 158      |
| Différence:          |       | +5,83 % | -3,44 % | +12,85 % |

| Année:               | 2023. | 2024.   |
| -------------------- | ----- | ------- |
| Nombre de personnes: | 148   | 158     |
| Différence:          |       | +6,75 % |